# Buggy Nova
Natalie Laura Osman (Riverside, California; 18 de noviembre de 1989) es una luchadora profesional y valet estadounidense. Es conocida tanto por trabajar para la WWE en su territorio de desarrollo NXT, bajo el nombre artístico de Skyler Moon, como por trabajar para promociones independientes del sur de California, como National Wrestling Alliance, Pro Wrestling Bushido, Mach One Wrestling, Empire Wrestling Federation, así como Shimmer Women Athletes bajo los nombres de Buggy Nova, o simplemente Buggy.

## Carrera profesional

### Inicios (2009–2010)
Osman comenzó a entrenar con Josh Selby. Más tarde empezó a entrenar en la Santino Bros. Wrestling - Pro Wrestling School, con The Ballard Brothers y Van Ayasit. Debutó en la lucha libre en febrero de 2009.
Osman debutó en Mach One Wrestling (M1W) el 22 de mayo de 2010 en el M1W's Showcase, donde formó equipo con Christina Von Eerie en un esfuerzo perdedor ante Candice LeRae y Kitana Vera en un combate de parejas. Osman hizo su debut en solitario en la edición del 5 de junio de M1W Television, donde Osman compitió contra Kitana Vera, en un esfuerzo ganador. En el evento M1W's Centre City Slam del 24 de julio, Osman compitió contra LeRae, en un esfuerzo perdedor.
Osman ha competido para numerosas promociones independientes durante su carrera, incluyendo Pro Wrestling Bushido (PWB), Mach One Wrestling (M1W), Big Time Wrestling (BTW), Vendetta Pro Wrestling (VPW), Pro Wrestling Destination (PWD), Insane Wrestling League (IWL) y Empire Wrestling Federation (EWF).
Debutó en Shimmer Women Athletes como parte de la división SPARKLE haciendo equipo con Bonesaw y She Nay Nay derrotando a Kimberly Maddox, Su Yung y Veda Scott. Al día siguiente compitió en un tag team match con December perdiendo ante el equipo de Jett Riley y Kimberly Maddox.

### National Wrestling Alliance (2010–2011)
Osman hizo su debut en la National Wrestling Alliance (NWA), el 6 de octubre de 2010, donde compitió contra Lucky O'Shea, en un esfuerzo ganador. En la edición del 8 de diciembre de 2010 de NWA Tapings, Osman compitió contra Nikki, en un esfuerzo ganador. En la edición del 8 de enero de 2011 de NWA Tapings, Osman hizo equipo con Thunderkitty contra Lucky O'Shea y Tab Jackson, en un esfuerzo por ganar. Más tarde ese evento, Osman derrotaría a O'Shea en un combate individual.
En la edición del 12 de febrero de NWA Tapings, Osman perdió su primer combate contra Candice LeRae. En la edición del 6 de marzo, Osman compitió contra Allison Danger, en un esfuerzo perdedor. En la edición del 10 de abril, Osman derrotó a LeRae por descalificación. En la edición del 15 de mayo de NWA Tapings, Osman derrotó a Rose en un combate individual. En la edición del 5 de junio, Osman derrotó a Kitana Vera en un combate individual. En la edición del 10 de julio, Osman derrotó a LeRae por descalificación en un blindfold match. Más tarde en ese evento, Osman luchó contra LeRae en la revancha, que terminó en un no-contest, este sería su último combate en esta promoción.

### Alternative Wrestling Show (2010–2011)
Osman debutó en Alternative Wrestling Show (AWS) el 28 de febrero de 2010, en el evento Moving Up the Ladder, donde se unió a Christina Von Eerie en un esfuerzo perdedor contra The Ballard Brothers (Shane Ballard y Shannon Ballard) en un combate intergénero. Osman hizo su debut en solitario en el evento The Anniversary Is Over, el 18 de abril, donde compitió contra Candice LeRae, en un esfuerzo perdedor. En el evento Lethal Lottery, el 25 de abril, Buggy se convirtió en la aspirante número uno al Campeonato de Peso Pesado de la AWS tras ganar una Batalla Real de la Lotería Letal.
En el AWS's Annual Women's Tournament event, celebrado el 5 de mayo, Osman derrotó a Claudia del Solís en la primera ronda del torneo antes de perder contra Candice LeRae en las semifinales del torneo. En el evento Bart's Birthday Bash, celebrado el 19 de junio, Osman formó equipo con Claudia del Solís contra Aiden Riley y Kitana Vera, en un esfuerzo por ganar. Más tarde ese evento, Osman compitió en World War III 159 Man Battle Royal. En el evento United Forces de la AWS/EWF el 8 de diciembre, Osman se asoció con Claudia del Solís para derrotar a Aiden Riley y Candice LeRae con Human Tornado como árbitro invitado especial.

### WWE (2012–2013)
A principios de 2012, Osman luchó en un combate oscuro de prueba en las grabaciones televisivas de Raw y SmackDown de la WWE, contra AJ. Debutó en la Florida Championship Wrestling (FCW) en la edición del 20 de junio de 2012 de FCW Television, donde compitió en un concurso de bikinis, ganado por Summer Rae. El 21 de junio de 2012, Osman firmó un contrato de desarrollo con la WWE. En el episodio del 21 de junio de FCW Television, Osman hizo equipo con Sofía Cortez en un esfuerzo perdedor ante Audrey Marie y Caylee Turner. En el episodio del 22 de junio de FCW Television, Osman formó equipo con Paige y perdió contra Cortez y Turner. El 14 de julio, compitió en otro concurso de bikinis. En el episodio del 19 de julio de FCW, Osman formó equipo con Summer Rae y ganó contra Sofía Cortez y Paige. En el episodio del 1 de agosto, Osman compitió sin éxito en una batalla real en la que participaron Tenille Tayla, Raquel Díaz, Paige, Turner, Cortez y Marie.
Osman hizo su debut en NXT el 16 de agosto, bajo el nombre de Skyler Moon, donde se unió a Raquel Díaz para derrotar a Paige y Emma en un combate de divas. El 17 de agosto en un house show de NXT, Moon hizo equipo con Paige en un esfuerzo ganador derrotando contra Emma y Audrey Marie en un tag-team match. El 11 de enero de 2013, se informó que fue liberada de su contrato de desarrollo.

### Circuito independiente
Tras finalizar su cláusula de no competencia, Osman regresó al circuito independiente bajo el nombre de Buggy Nova. Su primera aparición se produjo en el Full Impact Pro Establece Dominance, en el que acompañó a The Scene y fue utilizada para convencer a Kenneth Cameron de que se uniera a ellos, algo que no consiguió.

## Campeonatos y logros
- DDT Pro-Wrestling
  - Ironman Heavymetalweight Championship (1 vez)[9]
- Pro Wrestling Destination
  - PWD Women's Championship (1 vez)[10]